# Cracra de Pernique
Cracra de Pernique (em búlgaro: Кракра Пернишки; romaniz.: Krakra Pernishki) foi um senhor feudal do Primeiro Império Búlgaro no século XI cujos domínios abrangiam 36 fortalezas no que é hoje o sudoeste da Bulgária e cuja capital era Pernique (Pernik). É conhecido por ter resistido heroicamente a cercos bizantinos diversas vezes conforme o Império Bizantino conquistava a Bulgária.

## História

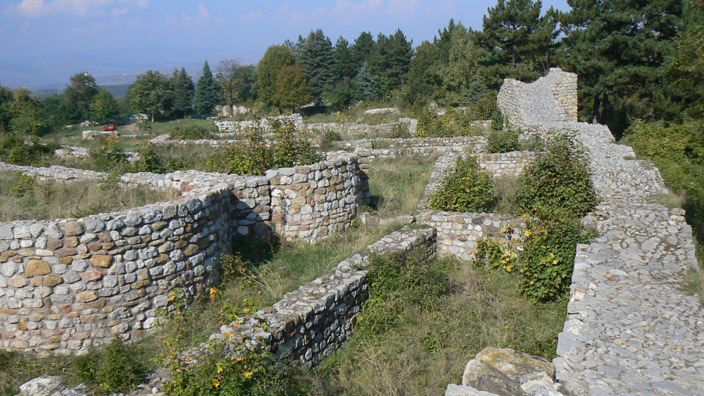
Ruínas do Castelo de Cracra em Pernique

Cracra era um "homem formidável nos assuntos militares" e um boiardo de alto estatuto, possivelmente o governador do comitato de Sredets (Sófia) sob os tsares Samuel (r. 997–1014), Gabriel Radomir (r. 1014–1015) e João Vladislau (r. 1015–1018). Seu nome aparece nos anais históricos ligado à campanha militar bizantina em terras búlgaras em 1003, quando o exército de Samuel foi destruído às margens do Vardar e os bizantinos capturaram Escópia (Skopje). No ano seguinte, conforme as forças de Basílio II (r. 976–1025) avançavam para tomar Sredets, porém, tiveram que enfrentar o bem defendido castelo de Pernique de Cracra e acabaram tendo que voltar para Constantinopla depois de sofrer pesadas perdas.
Em 1016, outra campanha de Basílio II foi interrompida por Cracra em Pernique depois de um fracassado cerco de 88 dias. Conforme o conflito continuava, Cracra e João Vladislau buscavam apoio dos pechenegues para uma campanha em grande escala contra os bizantinos e, num primeiro momento, conseguiram convencê-los a colaborar no inverno de 1016-1017. Porém, o governador bizantino (duque) de Dorostolo (Silistra) soube do plano e avisou Basílio. Quando os pechenegues souberam que o imperador bizantino estava a par do plano, recuaram, arruinando o plano búlgaro.
Depois da morte de João Vladislau em Dirráquio no início de 1018, Basílio II invadiu novamente a Bulgária em março do mesmo ano sem encontrar qualquer resistência. Em Adrianópolis, Cracra e 35 outros enviados dos boiardos se encontraram com o imperador e renderam-lhe suas fortalezas. Basílio encontrou-se pessoalmente com Cracra em Serres e concedeu-lhe o título de patrício.